# Mykolaivka (huyện)
Huyện Mykolaivka (tiếng Ukraina: Миколаївський район, chuyển tự: Mykolaivkas’kyi raion) là một huyện của tỉnh Odessa thuộc Ukraina. Huyện Mykolaivka có diện tích 1093 kilômét vuông, dân số theo điều tra dân số ngày 5 tháng 12 năm 2001 là 20158 người với mật độ 18 người/km2. Trung tâm huyện nằm ở Mykolaivka.